# Kantharella antarctica
Espèce
Kantharella antarctica est une espèce de parasites de la famille des Kantharellidae.

## Mode de vie
Kantharella antarctica est un métazoaire trouvé en Antarctique. Ce parasite prend pour hôte des céphalopodes, notamment Pareledone turqueti et Wittmania antarctica.

## Classification
Le nom valide complet (avec auteur) de ce taxon est Kantharella antarctica Czaker (d), 1994.

## Publication originale
- (en) Renate Czaker, « Kantharella antarctica, a new and unusual dicyemidmesozoan from the antarctic », Zoologischer Anzeiger, vol. 232,‎ 1994, p. 151–158 (ISSN 0044-5231, e-ISSN 1873-2674).